# Mario Puzo
Mario Gianluigi Puzo (Nova York 15 d'octubre de 1920 – Nova York 2 de juliol de 1999) fou un escriptor estatunidenc conegut pels seus llibres de ficció sobre la màfia, especialment The Godfather (1969) (editada en català l'any 2001 amb traducció de Núria Panadès València: El padrí).

## Biografia
Mario Puzo va néixer el 1920 a la secció Hell's Kitchen de la ciutat de Nova York en el si d'una família d'immigrants italians d’Avellino, Campània; el seu pare era de Pietradefusi i la seva mare d’Ariano Irpino.
Quan Puzo tenia 12 anys, el seu pare, que treballava com a rastrejador per al ferrocarril central de Nova York, va ser ingressat al Pilgrim State Hospital per esquizofrènia, i la seva dona Maria es va quedar per criar els seus set fills.
Mario Puzo va servir a les Forces Aèries de l'exèrcit dels Estats Units a Alemanya durant la Segona Guerra Mundial, i més tard es va graduar al City College de Nova York. Puzo es va casar amb una alemanya, Erika Lina Broske, amb qui va tenir cinc fills. Quan l'Erika va morir de càncer de mama als 57 anys el 1978, la seva infermera, Carol Gino, es va convertir en la companya de Puzo.

## Carrera
Va estudiar Ciències Socials a la Universitat de Colúmbia. El 1950, el primer conte de Puzo, The Last Christmas, es va publicar a American Vanguard i es va tornar a publicar a l'antologia de 1953 New Voices: American Writing Today #1. Després de la guerra, va escriure el seu primer llibre, la novel·la The Dark Arena, que es va publicar el 1955.
El 1960, Bruce Jay Friedman va contractar Puzo com a editor adjunt d'un grup de revistes pulp masculina amb títols com Male, Men. Sota el pseudònim de Mario Cleri, Puzo va escriure característiques d'aventures de la Segona Guerra Mundial per a la revista True Action. Un conte de novembre de 1965, Sis tombes a Múnic, va ser ampliat com a novel·la l'octubre de 1967 i adaptat a una pel·lícula el 1982.

### El padrí
La seva consagració definitiva va arribar amb la publicació d'El padrí (1969), amb la qual a més va aconseguir dos premis Oscar pel seu treball de coguionista de les parts primera (1972) i segona (1974) de la pel·lícula (pel seu treball en el guió de la tercera va ser novament nominat, però no va aconseguir el guardó).
Puzo va afirmar que aquesta història prové de la investigació sobre el crim organitzat, no de l'experiència personal, i que buscava escriure alguna cosa que tingués un gran atractiu popular. La novel·la va romandre a la llista dels més venuts del New York Times durant 67 setmanes i va vendre més de nou milions de còpies en dos anys. Més tard, el llibre es va convertir en la pel·lícula El Padrí (1972), dirigida per Francis Ford Coppola. Paramount Pictures es va assabentar originalment de la novel·la de Puzo l'any 1967 quan un explorador literari de l'empresa va contactar el llavors vicepresident de producció de Paramount, Peter Bart, sobre el manuscrit inacabat de seixanta pàgines de Puzo. Bart va creure que el treball anava molt més enllà d'una història de màfia i va oferir a Puzo una opció de 12.500 dòlars per a l'obra, amb una opció de 80.000 dòlars si el treball acabat es convertia en una pel·lícula.  Tot i que l'agent de Puzo li va dir que rebutgés l'oferta, Puzo estava desesperat per diners i va acceptar l'acord.  Robert Evans de Paramount relata que, quan es van conèixer principis de 1968, va oferir a Puzo l'oferta de 12.500 dòlars pel manuscrit de 60 pàgines titulat Màfia després que l'autor li confiés que necessitava urgentment 10.000 dòlars per pagar els deutes de jocs d'atzar. La pel·lícula va rebre tres premis de les seves 11 nominacions a la categoria Oscar, inclòs l'Oscar de Puzo al millor guió adaptat.
Al seu torn, les parts primera i segona de la pel·lícula, dirigides per Francis Ford Coppola, van ser guardonades amb el premi a la millor pel·lícula en els seus respectius anys.
Coppola i Puzo van col·laborar després en les seqüeles de la pel·lícula original, El Padrí II (1974) i El Padrí III (1990). Coppola i Puzo van preferir el títol La mort de Michael Corleone per a la tercera pel·lícula, però Paramount Pictures ho va trobar inacceptable. El setembre de 2020, per al 30è aniversari de la pel·lícula, es va anunciar que un nou tall de la pel·lícula titulat El Padrí de Mario Puzo, Coda: La mort de Michael Corleone tindria una estrena limitada al desembre de 2020 seguida de digital i Blu-ray. Coppola va dir que la pel·lícula és la versió que ell i Puzo havien imaginat originalment i que reivindica el seu estatus entre la trilogia.

### Altres obres
A mitjans de 1972, Puzo va escriure el primer esborrany del guió per a la pel·lícula de desastres de 1974 Terratrèmol, però no va poder continuar treballant a causa del seu compromís previ amb El Padrí II. El treball va continuar en el guió sense la seva implicació, amb l'escriptor George Fox (treballant en el seu primer i únic guió cinematogràfic) i el productor/director Mark Robson, que va romandre sense acreditar com a escriptor. Puzo va conservar el crèdit de la pantalla a la pel·lícula completada com a resultat d'una demanda ràpida sobre el crèdit de la història (la majoria d'elements del seu primer esborrany van arribar a la pel·lícula final), i el nom de Puzo va aparèixer posteriorment en gran manera a la publicitat. Puzo també va escriure el guió original de Superman de Richard Donner, que després també incloïa la trama de Superman II, ja que es van escriure originalment com una pel·lícula. També va col·laborar en les històries de la pel·lícula de 1982 A Time to Die i de la pel·lícula de Francis Ford Coppola de 1984 The Cotton Club.
El 1991 es va publicar la ficció especulativa de Puzo The Fourth K. Se centra en un membre fictici de la dinastia de la família Kennedy que esdevé president dels Estats Units a principis dels anys 2000.
Al Padrí la van seguir: Els ximples moren, El sicilià, La quarta K, L'últim Don. Puzo no va veure mai la publicació del seu penúltim llibre, Omertà, però el manuscrit es va acabar abans de la seva mort, igual que el manuscrit de La família. No obstant això, en una ressenya publicada originalment al San Francisco Chronicle, Jules Siegel, que havia treballat estretament amb Puzo a Magazine Management Company, va especular que Omertà podria haver estat completada per algun hack sense talent. Siegel també va reconèixer la temptació de racionalitzar evitant el que probablement és l'anàlisi correcta, que [Puzo] ho va escriure i és terrible.

## Mort
Puzo va morir d’una insuficiència cardíaca a la seva casa de West Bay Shore, Long Island, Nova York, el 2 juliol de 1999 a causa d'una aturada cardíaca poc temps després de finalitzar l'escriptura d'Omertà.

## Diversos
Adorava jugar a tennis (segurament va extreure d'allí la presència de la seductora tennista en la seva novel·la Omertà). Li agradava també apostar ocasionalment a Las Vegas (recordin l'episodi de Moe Green en The Godfather i la seva novel·la The Last Don).
Tot i l'enorme presència del catolicisme en l'obra de Puzo, l'escriptor, segons deia, no creia en Déu ni en els dogmes de l'Església, només en la bondat humana. Puzo va dir en alguna ocasió que la seva felicitat residia en un bon menjar, practicar tennis, apostar jugant, mirar el sostre de casa durant hores i escriure.
Puzo mai va tenir contacte amb el medi del crim. De fet, segons les seves pròpies paraules Don Corleone era un personatge que l'espantava. A més deia que la seva màfia era una versió romàntica del món criminal real.«Si hagués estat en la màfia mai hauria hagut d'escriure».
Malgrat entendre perfectament la naturalesa del mal, Puzo deia que la justícia havia de ser una constant en la societat, però estava decebut de com s'administrava als EUA, on segons ell, la llei protegeix més als criminals amb diners que a la gent comuna.

## Llibres
Els seus llibres són els següents:
- La sorra bruta (The Dark Arena) (1955)
- La Mamma (The Fortunate Pilgrim) (1965)
- Sis tombes a Múnic (1967)
- El padrí (The Godfather) (1969)
- Els documents d'El padrí (The Godfather documents) (1971)
- A l'interior de Las Vegas (Inside Las Vegas) (1976)
- Els ximples moren (Fools die) (1978)
- El sicilià (The sicilian) (1984)
- La quarta K (The fourth K) (1991)
- L'últim Don (The last Don) (1996)
- Omertà (1999)
- Els Borja (The family) (2001). Traducció al català de Víctor Aldea, Columna: Barcelona, 2001 (col·lecció Clàssica, 463)

Com a guionista, destaquen
- El padrí (The Godfather) (1972)
- El padrí II (The Godfather, Part II) (1974)
- Terratrèmol (Earthquake) (1974)
- Superman (Superman) (1978)
- Superman II (Superman II) (1980)
- Cotton Club (The Cotton Club) (1984)
- El sicilià (The sicilian) (1987)
- El padrí III (The Godfather, Part III) (1990)

## En la cultura popular
L'abril de 2022, Paramount+ va començar a transmetre The Offer, una minisèrie dramàtica de 10 episodis que explica una història de ficció sobre la realització de The Godfather, inclosa la decisió de Puzo d'escriure el primer llibre del que va ser una sèrie. Patrick Gallo interpreta Puzo. Victoria Kelleher interpreta la seva dona, Erika.

## Premis i nominacions
Premis Óscar
| Any  | Categoría           | Pel·lícula  | Resultat  |
| ---- | ------------------- | ----------- | --------- |
| 1972 | Millor guió adaptat | El Padrí    | Guanyador |
| 1974 | Millor guió adaptat | El padrí II | Guanyador |